# Alusão
A alusão é uma figura de linguagem caracterizada pelo uso de uma referência ou citação a um fato ou pessoa (real ou fictícia), necessariamente conhecido pelo interlocutor. Faz parte da intertextualidade, só que sua principal diferença está na claridade.
É uma comunicação sutil entre os textos, em que se nota apenas uma leve menção de outro texto ou a um componente seu. Na alusão, não se aponta diretamente o fato em questão; apenas o sugere através de características secundárias ou metafóricas.